# Saint-Racho
Saint-Racho is een gemeente in het Franse departement Saône-et-Loire (regio Bourgogne-Franche-Comté) en telt 178 inwoners (2004). De plaats maakt deel uit van het arrondissement Charolles.

## Geografie
De oppervlakte van Saint-Racho bedraagt 10,5 km², de bevolkingsdichtheid is 17,0 inwoners per km².
Burgemeester is LABROSSE, Henri.
De onderstaande kaart toont de ligging van Saint-Racho met de belangrijkste infrastructuur en aangrenzende gemeenten.

## Demografie
Onderstaande figuur toont het verloop van het inwonertal (bron: INSEE-tellingen).